# Малая Огарёвка
Малая Огарёвка — деревня в Тёпло-Огарёвском районе Тульской области России.
В рамках административно-территориального устройства входит в Огарёвский сельский округ Тёпло-Огарёвского района, в рамках организации местного самоуправления включается в Нарышкинское сельское поселение.
В 1859-м году имела второе название Фёдоровка. Имела 50 дворов, где жили 246 мужчин и 290 женщин.

## География
Расположена в 16 км к востоку от райцентра, посёлка городского типа Тёплое, и в 65 км к югу от областного центра, г. Тулы.

## Население
| 2002 | 2010 |
| ---- | ---- |
| 287  | ↗290 |